# Chelsea F.C.
Chelsea Football Club (wym. /ˈtʃɛɫsi:/) – angielski, profesjonalny klub piłkarski mający swoją siedzibę w zachodnim Londynie, w dzielnicy Hammersmith and Fulham. Został założony 10 marca 1905 roku, obecnie gra w Premier League i większość sezonów spędził w najwyższej klasie rozgrywkowej w Anglii. Klub Chelsea F.C. jest sześciokrotnym mistrzem Anglii, osiem razy zdobył Puchar Anglii, pięć razy Puchar Ligi Angielskiej i dwukrotnie zwyciężył w rozgrywkach Ligi Europy UEFA oraz Pucharu Zdobywców Pucharów. Chelsea jest również dwukrotnym triumfatorem Ligi Mistrzów UEFA z sezonu 2011/2012 i 2020/2021.
Pierwszym tryumfem klubu było zdobycie tytułu mistrza Anglii w 1955 roku. Chelsea wygrała kilka rozgrywek w latach 60. i 70., jednak później nie osiągnęła żadnego większego sukcesu do 1997 roku. Ostatnia dekada była najbardziej udaną w historii klubu. Chelsea zdobyła kolejne tytuły Mistrza Anglii w 2005, 2006 oraz w 2010 roku, zaś w 2008 po raz pierwszy dotarła do finału Ligi Mistrzów.
Chelsea domowe mecze rozgrywa na stadionie Stamford Bridge mogącym pomieścić 41 837 kibiców, znajdującym się w Zachodnim Londynie. Występują na nim od czasu założenia klubu w 1905 roku. W 2003 roku klub został kupiony przez rosyjskiego magnata naftowego Romana Abramowicza.
Tradycyjne kolory strojów Chelsea to niebieskie koszulki i spodenki oraz białe getry. Herb klubu był kilkukrotnie modernizowany. Aktualny przedstawia ceremonialnego lwa trzymającego berło i jest zmodernizowaną wersją od tego z lat 50. Średnia frekwencja na Stamford Bridge w sezonie 2016/2017 wynosiła 41 508 widzów, co dało klubowi szóste miejsce w Premier League.
W lipcu 2025 roku Chelsea wygrała Klubowe Mistrzostwa Świata, po raz pierwszy rozegrane z udziałem 32 zespołów.

## Historia

### Pierwsze lata (1905-1920)

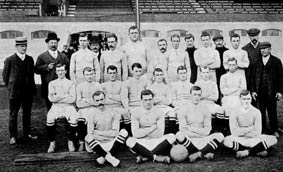
Gracze Chelsea w 1905 roku.

W 1904 stadion Stamford Bridge został nabyty przez przedsiębiorców budowlanych Henry Augustusa i Josepha T. Mearsów. Dostosowali oni obiekt do potrzeb gry w piłkę nożną i zamierzali sprzedać klubowi Fulham F.C. Oferta kupna została jednak odrzucona, dlatego biznesmeni postanowili założyć klub. Dokonano tego 14 marca 1905 w pubie „The Rinsing Sun”, a klub otrzymał nazwę sąsiedniej dzielnicy – Chelsea. Pierwszy oficjalny sezon zespół rozpoczął rok później w drugiej lidze pod opieką trenera Johna Robertsona. Pierwszym oficjalnym spotkaniem był przegrany 0:1 mecz ze Stockport County F.C., który odbył się 1 września 1905 r. Zaledwie 3 dni później Chelsea zanotowała pierwsze zwycięstwo, pokonując 4:0 w towarzyskim spotkaniu Liverpool F.C. 9 września w wygranym 1:0 pojedynku z Blackpool FC, pierwszą bramkę w oficjalnym meczu zdobył grający trener, Robertson. Historyczny, pierwszy rekord frekwencji padł w Wielki Piątek w 1906 roku, podczas meczu z Manchester United F.C., który obejrzało na Stamford Bridge 67 tysięcy widzów. W 1907 napastnik George Hilsdon został pierwszym w historii Chelsea zawodnikiem, który otrzymał powołanie do reprezentacji Anglii. W sezonie 1907/1908 drużyna awansowała do Division One, najwyższego wówczas szczebla rozgrywek ligowych w Anglii. W 1912 roku wskutek niewydolności nerki zmarł właściciel i współzałożyciel Chelsea – Henry Augustus Mears. Na pogrzeb biznesmena przybyły tłumy sympatyków The Blues. Mears został pochowany na Brompton Cemetery, położonym niedaleko Stamford Bridge. Po jego śmierci prawa do klubu zostały przepisane na jego potomków. Nowy menadżer zespołu David Calderhead pełnił funkcję trenera aż 26 lat, a w 1913 sprowadził do drużyny pierwszego zagranicznego piłkarza, był nim Duńczyk Nils Middelboe. W tym czasie klub przeżywał naprzemiennie sukcesy i porażki, aż w sezonie 1914/1915 awansował do finału Pucharu Anglii, rozgrywanego na stadionie Old Trafford, w którym zespół Chelsea został pokonany 3:0 przez Sheffield United. W lutym 1920 roku król Zjednoczonego Królestwa Wielkiej Brytanii i Irlandii Jerzy V widział zwycięstwo The Blues z Leicester City F.C. Przed ukończeniem budowy Wembley (1923), na Stamford Bridge rozegrano trzy finały Pucharu Anglii. Chelsea miała sporą okazję wziąć udział w jednym z nich w 1920 roku, jednak w półfinale musiała uznać wyższość Aston Villi.

### 1931-1960

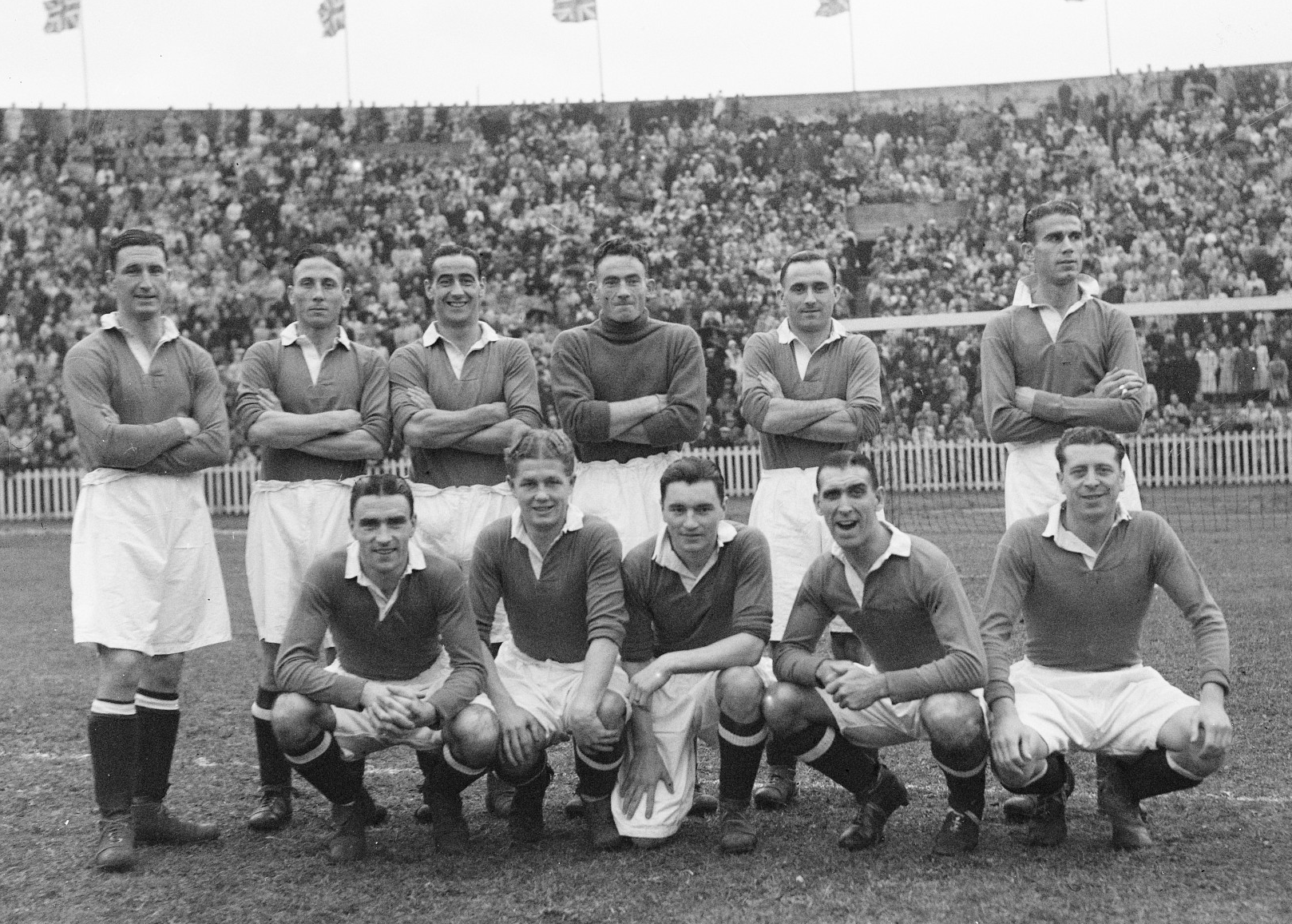
Skład Chelsea w 1947 roku.

Do końca roku 1931 Chelsea przemieszczała się między Division Two a Division One, a od 1931 r. klub nieprzerwanie przez ponad 30 lat grał w pierwszej lidze. W 1936 z okazji 30-lecia Wisły Kraków londyński klub zagrał z polskim zespołem. Zaledwie sześć miesięcy po zakończeniu II wojny światowej, Stamford Bridge gościło mistrza ZSRR – Dinamo Moskwa. Szacowana liczba widzów wynosiła prawie 100 tys., co było rekordem wszech czasów w Anglii. Ostatecznie po niesamowitym spotkaniu padł remis 3:3, chociaż to Chelsea strzeliła dwie pierwsze bramki. Ostatnie trafienie dla The Blues dołożył nowy snajper Tommy Lawton. Po wojnie pomimo świetnej dyspozycji Lawtona (26 bramek w 34 meczach) Chelsea uplasowała się dopiero na 15. miejscu w tabeli. Po sezonie 1951/1952 trenerem drużyny został Ted Drake, który w ramach modernizacji klubu zmienił odznakę klubowej, zastępując postać starca grafiką literową. Nieoficjalnym przydomkiem klubu stał się „The Drake’s Ducklings”, co oznacza „kaczki Drake’a”. Drake rozwinął system skautingu i dzięki znajomości niższych lig ściągnął do klubu młodych zawodników. W listopadzie 1954 r. klub zajmował w lidze 12. pozycję, lecz już w kwietniu zespół został liderem z czterema punktami przewagi nad broniącym tytułu Wolverhampton Wanderers. Właśnie wtedy drużyna wicelidera spotkała się z „The Blues” na Stamford Bridge w obecności 75 tysięcy kibiców. Przy stanie 0:0 kapitan Wolves i reprezentacji – Billy Wright, zablokował w polu karnym strzał ręką, a karnego wykorzystał Peter Sillett, zapewniając praktycznie tytuł swemu klubowi. Piłkarze przypieczętowali mistrzostwo, pokonując Sheffield Wednesday F.C., a Drake został pierwszym człowiekiem w historii angielskiego futbolu, który zdobył mistrzostwo Anglii jako zawodnik i trener.

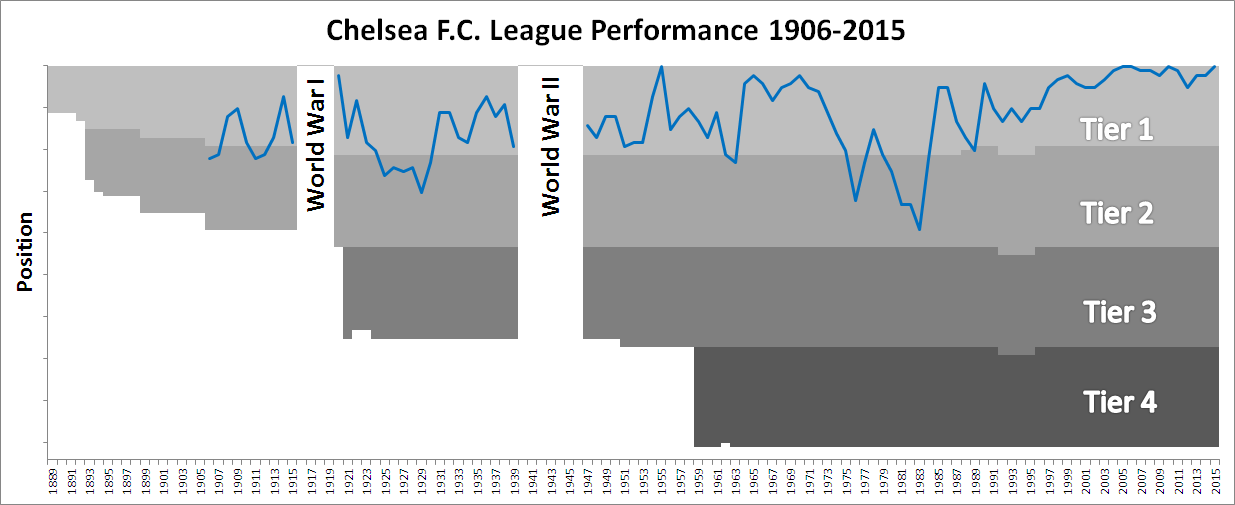
Pozycje zajmowane przez Chelsea w latach 1906–2015.

Kolejny taki sukces udało się zdobyć dopiero 50 lat później. Oprócz tytułu mistrza piłkarze zdobyli także Tarczę Dobroczynności, natomiast sezon 1955/1956 zakończyli na 16. miejscu. Ted Drake’a zastąpił Tommy Docherty, który wprowadził do drużyny takich piłkarzy jak: Terry Venables, Bobby Tambling, Peter Bonetti, czy Jimmy Greaves. Ten ostatni dwukrotnie w barwach Chelsea zdobywał koronę króla strzelców, a w sezonie 1960/1961 strzelił 41 bramek, co do dziś pozostaje nie pobitym klubowym rekordem.

### 1961–1990
Okres ten umocnił pozycję Chelsea na rynku angielskim. Zespół odnosił coraz więcej sukcesów w lidze i w krajowych pucharach, a ze względu na styl otrzymał przydomek „Docherty’s Diamonds” (Diamenty Docherty’ego). Pod wodzą Docherty’ego „The Blues” zdobyli w 1965 pierwszy Puchar Ligi Angielskiej. W 1967 angielski szkoleniowiec dotarł z Chelsea do finału Pucharu Anglii i półfinału Pucharu Miast Targowych, a odpadnięcie klubu w tych rozgrywkach spowodowało, że nowym szkoleniowcem został Dave Sexton. W tym okresie powstały również statystyki, na podstawie których wybrano najlepszego zawodnika roku w klubie. Pierwszym laureatem został bramkarz Peter Bonetti, który rozegrał 21 spotkań bez wpuszczenia bramki. Ze względu na zwinność zyskał sobie przydomek „The Cat” (ang. kot).
W 1970 londyński zespół mierzył się w finale Pucharu Anglii z mistrzem kraju – Leeds United A.F.C. Na stadionie Wembley rywale dwukrotnie obejmowali prowadzenie, ale Chelsea dwa razy doprowadzała do wyrównania. Spotkanie zakończyło się remisem 2:2 i po raz pierwszy w historii pucharu należało powtórzyć mecz finałowy, tym razem na Old Trafford. W tymże meczu Chelsea ponownie przegrywała, lecz znów udało jej się wyrównać stan meczu. Kiedy wydawało się, że mecz znów trzeba będzie powtórzyć, zwycięskiego gola strzelił Peter Osgood.
W 1971 Chelsea sięgnęła po swój pierwszy europejski tytuł – Pucharu Zdobywców Pucharów. W półfinale londyński zespół wyeliminował obrońcę tytułu – Manchester City F.C., a w finale na stadionie Karaiskakis w Pireusie zmierzył się z Realem Madryt. Pierwsze spotkanie zakończyło się remisem 1:1, a finał powtórzono 2 dni później. Chelsea zdobyła trofeum, pokonując madrycki zespół 2:1, a zwycięskiego gola zdobył Peter Osgood. W latach 70. zmodernizowano stadion Stamford Bridge, co przyczyniło się do czasowych problemów finansowych klubu i nadejścia okresu stagnacji, której efektem był spadek w 1975 roku do Division Two; kolejny nastąpił cztery lata później. W 1982 rodzina Mearsów sprzedała klub pośrednikowi finansowemu – Kenowi Batesowi za symbolicznego funta. W sezonie 1982/1983 wzmocniona drużyna pod wodzą Johna Neala wygrała Second Division i wróciła do ekstraklasy, a już w pierwszym sezonie napastnik Chelsea – Kerry Dixon strzelił 24 gole w 38 meczach, zdobywając Złotego Buta. W 1988 klub po raz kolejny spadł z Division One. Na powrót do pierwszej ligi kibice nie musieli zbyt długo czekać. Chelsea wygrała rozgrywki z rekordowym dorobkiem 99 punktów i po raz kolejny wróciła do Division One. Klub pod kierownictwem Bobbiego Campbella zakończył kolejny sezon na piątym miejscu, jednak problemy finansowe sprawiły, iż Stamford Bridge wpadł w ręce deweloperów. Bates za wszelką cenę chciał, aby Chelsea rozgrywała mecze na swoim słynnym stadionie. Na szczęście doszło do załamania na rynku nieruchomości, co przyczyniło się do wygranej właściciela klubu.

### Awans do Premier League i odbudowa

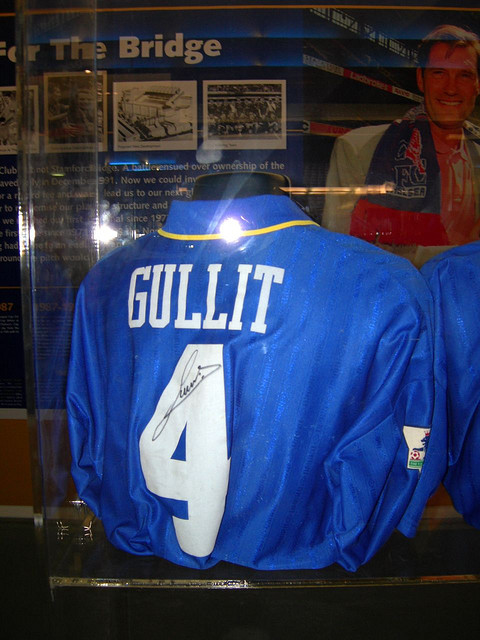
Koszulka klubu w okresie gry Ruuda Gullita.

Na początku lat 90. londyński zespół dysponował coraz większym budżetem transferowym, wtedy też po raz pierwszy wydano na transfer 1 milion funtów, za którego kupiono Dennisa Wise’a. W roku 1993 zespół awansował do Premiership. Klubowi po latach kryzysu udało się w końcu zgromadzić fundusze na solidne wzmocnienia. Trener Glenn Hoddle przekonał holenderskiego gwiazdora Ruuda Gullita, aby ten dołączył do Chelsea. W tym samym oknie transferowym do klubu przybyli również walijski napastnik Mark Hughes oraz Rumun Dan Petrescu. Nowi piłkarze szybko zjednali do siebie kibiców. Gullit zaledwie w ciągu jednego sezonu został przez okrzyknięty najlepszym zawodnikiem w historii klubu. Latem 1996 Hoddle został wybrany trenerem reprezentacji Anglii, jednak Chelsea nie szukała nowego menadżera. Ruud Gullit przyjął propozycję objęcia stanowiska i dzięki swoim kontaktom sprowadził kolejne gwiazdy na Stamford Bridge. Do Londynu przyleciał słynny włoski snajper Gianluca Vialli, a także Roberto Di Matteo, Frank Lebœuf oraz Gianfranco Zola. Zespół pod wodzą Ruuda Gullita w finałowym meczu Pucharu Anglii na Wembley zwyciężył Middlesbrough 2:0 po bramkach Roberto Di Matteo i Eddiego Newtona przerywając serię dwudziestu sześciu lat bez jakiegokolwiek tytułu. 22 października 1996 roku z powodu awarii helikoptera zginął Matthew Harding, milioner i wicedyrektor klubu, który praktycznie przez całe życie wspierał The Blues. Na jego cześć północna trybuna Stamford Bridge nosi obecnie jego imię. W roku 1999 klub zajął trzecie miejsce w lidze mając w składzie takich zawodników jak Didier Deschamps, Gianfranco Zola, Gianluca Vialli, Ruud Gullit, Albert Ferrer czy Mark Hughes. Dalsze sukcesy to finał Pucharu Anglii (1994), zdobycie Pucharu Anglii (1997), zdobycie Pucharu Zdobywców Pucharów (1998), Superpucharu Europy i Pucharu Ligi oraz kolejny Puchar kraju, a także Tarcza Dobroczynności.

### Roman Abramowicz i kolejne sukcesy klubu
W 2003 roku klub został zakupiony przez rosyjskiego multimiliardera Romana Abramowicza, a towarzyszące temu inwestycje w szkolenie piłkarzy, działaczy oraz szkółkę młodzieżową przyniosły efekty. Pierwszymi poważnymi wzmocnieniami było sprowadzenie Glena Johnsona za sumę 6 mln funtów. Następnego dnia do klubu dołączył Geremi, a w następnych tygodniach kolejni piłkarze (m.in. Damien Duff, Hernán Crespo, Adrian Mutu, Joe Cole, Juan Sebastián Verón, Wayne Bridge czy Claude Makélélé). Łącznie na transfery wydano około 120 mln funtów. Wcześniej The Blues opuścił Gianfranco Zola. W styczniu klub zasilił jeden piłkarz, a mianowicie Scott Parker. Mimo tak dużych wzmocnień Chelsea odpadła w półfinale Champions League z AS Monaco (1:3 i 2:2). Klub nie zdołał zdobyć także mistrzostwa Anglii, Pucharu Anglii, czy triumfować w rozgrywkach Carling Cup. Po zakończeniu sezonu Abramowicz zwolnił Ranieriego z funkcji trenera, licząc na znacznie większe sukcesy niż te, jakie osiągnął Włoch.

### Era José Mourinho
2 czerwca 2004 roku nowym trenerem klubu został José Mourinho, który sezon wcześniej wraz z FC Porto wygrał rozgrywki Ligi Mistrzów. Miał on zagwarantować klubowi z Londynu trofea, których nie zdobył Ranieri. Pierwszym sukcesem nowego szkoleniowca było zdobycie drugiego mistrzostwa Anglii w historii klubu. W tym samym sezonie drużyna zagrała w półfinale Ligi Mistrzów (przegrany dwumecz z Liverpoolem) i zdobyła Puchar Ligi Angielskiej.
7 sierpnia 2005 r. The Blues zdobyli pierwsze trofeum w sezonie, pokonując Arsenal w meczu o Tarczę Wspólnoty 2-1.
W sezonie 2005/06 Chelsea obroniła tytuł mistrza Anglii z 8-punktową przewagą nad Manchesterem United. Klub przegrał w finale rozgrywek Pucharu Anglii z drużyną The Reds,, a także szybko odpadł z Ligi Mistrzów przegrywając dwumecz w 1/8 z Barceloną.
13 sierpnia 2006 r. Chelsea uległa w meczu o Tarczę Wspólnoty Liverpoolowi 1-2. W sezonie 2006/2007 nie udało się powtórzyć poprzednich sukcesów i mistrzostwo Anglii zdobył Manchester United. W półfinale rozgrywek Champions League Chelsea przegrała w rzutach karnych z The Reds. Ostatecznie londyńczycy triumfowali w rozgrywkach Capital One Cup, a także zakończyli sezon wygraną nad mistrzem Anglii w finale FA Cup na nowym Wembley.
W kolejnym sezonie klub liczył na zwycięstwo w Lidze Mistrzów i odzyskanie mistrzostwa Anglii. 20 września 2007 r. José Mourinho opuścił klub za porozumieniem stron, powody jego odejścia nie zostały wyjaśnione, ale prawdopodobnie zadecydowały o tym słabe wyniki w lidze i zremisowany 1:1 mecz w fazie grupowej Ligi Mistrzów z Rosenborgiem Trondheim.
Posadę trenera zespołu tymczasowo przejął Awram Grant. 27 października 2007 r. w debiucie pod wodzą Izraelskiego szkoleniowca Chelsea wygrała 6-0 z Manchesterem City, co było najwyższą wygraną The Blues od dziesięciu lat. 30 kwietnia 2008 r. klub awansował do finału Champions League pokonując w dwumeczu Liverpool. 21 maja w finale tych rozgrywek The Blues przegrali po rzutach karnych z Manchesterem United. W Premier League londyńczycy także z niepowodzeniem toczyli walkę z piłkarzami Sir Alexa Fergusona i tytuł mistrzowski powędrował do drużyny Szkota. 24 maja kontrakt z Grantem został rozwiązany.

### 2009-2013
11 czerwca 2008 r. oficjalnie ogłoszono, że od 1 lipca tego roku stanowisko menedżera klubu zajmie dotychczasowy selekcjoner Portugalii Luiz Felipe Scolari. Po serii porażek 9 lutego 2009 r. Scolari został zwolniony ze swojego stanowiska.
Dwa dni później trenerem The Blues został Guus Hiddink. Pierwszy raz zasiadł na ławce trenerskiej 21 lutego 2009 w zwycięskim meczu z Aston Villą, zakończonym wynikiem 1:0. Pod jego wodzą klub dotarł do półfinału Ligi Mistrzów, przegrywając w dwumeczu z późniejszym triumfatorem tych rozgrywek – Barceloną 0:0 i 1:1. 30 maja Chelsea pokonała w finale Pucharu Anglii Everton F.C. 2:1 po bramkach Drogby i Lamparda.
1 czerwca 2009 r. nowym trenerem zespołu został Carlo Ancelotti, który podpisał kontrakt do 2012 roku. Pierwszym trofeum za kadencji Włocha było zdobycie Tarcza Wspólnoty.
We wrześniu 2009 r. Międzynarodowa Federacja Piłkarska (FIFA) uznała Chelsea winną w sprawie nakłaniania młodego zawodnika RC Lens, Gaëla Kakuty do zerwania kontraktu z tym klubem. FIFA nakazała Chelsea oraz piłkarzowi solidarną zapłatę odszkodowania w wysokości 780 000 euro. Dodatkowo Chelsea została ukarana zakazem rejestrowania nowych zawodników na czas dwóch okien transferowych oraz zobowiązana do zapłaty RC Lens kwoty 130 000 euro tytułem rekompensaty za wyszkolenie zawodnika. Piłkarz otrzymał zakaz występowania w oficjalnych meczach na okres 4 miesięcy. Chelsea oświadczyła, że kara jest nieproporcjonalnie duża do przewinienia i złożyła odwołanie od decyzji FIFA. W listopadzie 2009 r. Sportowy Sąd Arbitrażowy zawiesił kary zakazu transferów oraz zakazu gry nałożone na klub i zawodnika, do czasu zakończenia postępowania odwoławczego i ostatecznego rozstrzygnięcia sprawy.
25 kwietnia klub pokonał Stoke City 7-0 i była to wówczas największa wygrana tej drużyny w Premier League. 2 maja Liverpool przegrał z Chelsea na Anfield Road 0:2, a 9 maja 2010 r. po raz czwarty zdobyła w swojej historii mistrzostwo Anglii (po zwycięstwie 8:0 nad drużyną Wigan Athletic). Natomiast Drogba został Królem Strzelców z dorobkiem 29 bramek wyprzedzając Wayne’a Rooneya. Klub zakończył sezon 2009/10 z dorobkiem 103 bramek, stając się pierwszą drużyną w Premier League, która przekroczyła barierę stu bramek, bijąc przy tym poprzedni rekord należący do Manchesteru United z sezonu 1999/2000, który wynosił 97 trafień. Chelsea jest pierwszym klubem w historii, który wygrał w jednym sezonie wszystkich sześć ligowych meczów z drużynami z „Wielkiej Czwórki” (Liverpool, Manchester United i Arsenal). Po zdobyciu Mistrzostwa Anglii, po raz pierwszy w historii sięgnęła po „Dublet”, zwyciężając na Wembley w finale Pucharu Anglii z ekipą Portsmouth 1:0.
W styczniu 2011 zespół zakupił za rekordową sumę (ok. 60 mln euro) Fernando Torresa z Liverpoolu. Po sezonie 2010/2011, gdy Chelsea zajęła drugie miejsce w tabeli Premier League, tracąc 9 punktów do lidera i nie osiągnęła żadnych innych sukcesów, Ancelotti został zwolniony z funkcji trenera.
W letnim okienku transferowym, klub poinformował również o zatrudnieniu nowego trenera – André Villasa-Boasa. Były szkoleniowiec Porto miał pomóc Chelsea ponownie sięgnąć po tytuł Mistrza Anglii. Jednak za kadencji Portugalczyka The Blues nie byli w trakcie sezonu ani razu na podium. Portugalczyk postanowił stawiać na młodzież, co doprowadziło do odsunięcia od zespołu Nicolasa Anelki i Alexa (obaj opuścili klub w zimie). Postanowił także usadzić na ławce rezerwowych kapitana klubu Johna Terry’ego, Didiera Drogbę i wicekapitana Franka Lamparda. Po serii porażek i remisów, oraz po przegranym meczu z SSC Napoli w ramach 1/8 finału Ligi Mistrzów pozycja Villasa-Boasa w Chelsea była zagrożona. Niedługo później 4 marca 2012 r. po przegranej 0:1 z West Bromwich Albion, Portugalczyk został zwolniony z posady trenera.

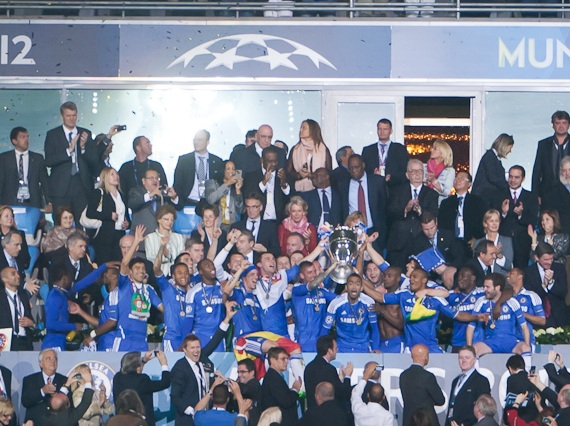
Piłkarze Chelsea świętują triumf w Lidze Mistrzów

Nowym szkoleniowcem Chelsea został dotychczasowy asystent, Roberto Di Matteo.
Pod wodzą Di Matteo Chelsea w jego pierwszym miesiącu pracy rozegrała 10 spotkań, z czego wygrała osiem, remis padł w meczu ligowym z Tottenhamem (0:0), a jedyną porażką pod było spotkanie z Manchesterem City (2:1).
Di Matteo najpierw poprowadził klub do awansu do ćwierćfinału Ligi Mistrzów, gdzie jego drużyna wygrała rewanż z Napoli (4:1) (poprzednie spotkanie klub przegrał jeszcze za kadencji Villas-Boasa). Następnie Chelsea wygrała dwumecz w ćwierćfinale z Benficą (1:0 i 2:1), a także półfinał z Barceloną (1:0 i 2:2).
Pod wodzą Włocha Chelsea była niepokonana w wygranych przez siebie rozgrywkach Champions League, gdzie tylko raz zremisowała z Dumą Katalonii.
Tymczasowy trener doprowadził zespół do triumfu w Pucharze Anglii, gdzie w meczu finałowym na Wembley The Blues pokonali Liverpool 2:1 (1:0). Pod jego wodzą sięgnęli także po Puchar Europy, pokonując 19 maja 2012 r. w finale Bayern Monachium po rzutach karnych (4:3; regulaminowy czas gry – 1:1, dogrywka: 0:0). Był to pierwszy triumf Chelsea w tych rozgrywkach.
12 sierpnia Chelsea straciła szansę na pierwsze trofeum w sezonie 2012/13, gdzie przegrała o Tarczę Wspólnoty z Manchesterem City, zaś 31 sierpnia klub doznał dotkliwej porażki w Superpucharze Europy z Atlético Madryt.
W listopadzie Chelsea wygrała zaledwie jeden mecz z pięciu rozegranych. Po przegranym meczu z Juventusem (3:0) Chelsea odpadła z rozgrywek Ligi Mistrzów, w konsekwencji czego 21 listopada 2012 roku Di Matteo został zwolniony z funkcji trenera zespołu.
Jego następcą został Rafael Benítez, który pełnił rolę tymczasowego trenera. Nowy trener wprowadził bardzo ofensywny styl gry. Jednymi z wysokich wygranych za jego kadencji był mecz z Aston Villą (8:0), czy ostatni mecz grupowy Ligi Mistrzów z FC Nordsjælland (6-1). Wcześniej jednak Chelsea przegrała mecz finałowy Klubowych Mistrzostw Świata z Corinthians Paulista.
Hiszpański menedżer doprowadził klub do półfinału rozgrywek Pucharu Anglii, a także do triumfu w finale Ligi Europejskiej. Benitez po sezonie za porozumieniem stron rozstał się z klubem.

### Powrót Mourinho na Stamford Bridge

#### Sezon 2013/14
José Mourinho po nieudanym sezonie w Realu Madryt podpisał 4-letni kontrakt z Chelsea F.C., portugalskiego trenera przedstawiono oficjalnie 3 czerwca 2013. 29 sierpnia londyński klub wylosowano w grupie E Ligi Mistrzów wraz z FC Schalke 04, Basel i Steauą.
Rozgrywki ligowe Chelsea zaczęła od wygranej 2:0 nad Hull City. Kilka dni później odbył się finał Superpucharu Europy, w którym Chelsea zmierzyła się z Bayernem Monachium. Mecz zakończył się wynikiem 2:2 po dogrywce (wyrównującą bramkę dla Bayernu zdobył w 120. minucie meczu Javi Martinez). W serii rzutów karnych zwyciężyli Bawarczycy 5:4; decydującego rzutu karnego nie wykorzystał Lukaku, który natychmiast został wypożyczony do Evertonu. W rozgrywkach Ligi Mistrzów pierwszy mecz grupowy londyńczycy przegrali z Bazyleą 1:2 na własnym boisku. Po niespodziewanej porażce w pierwszym meczu fazy grupowej Chelsea awansowała do 1/8 finału z pozycji lidera.

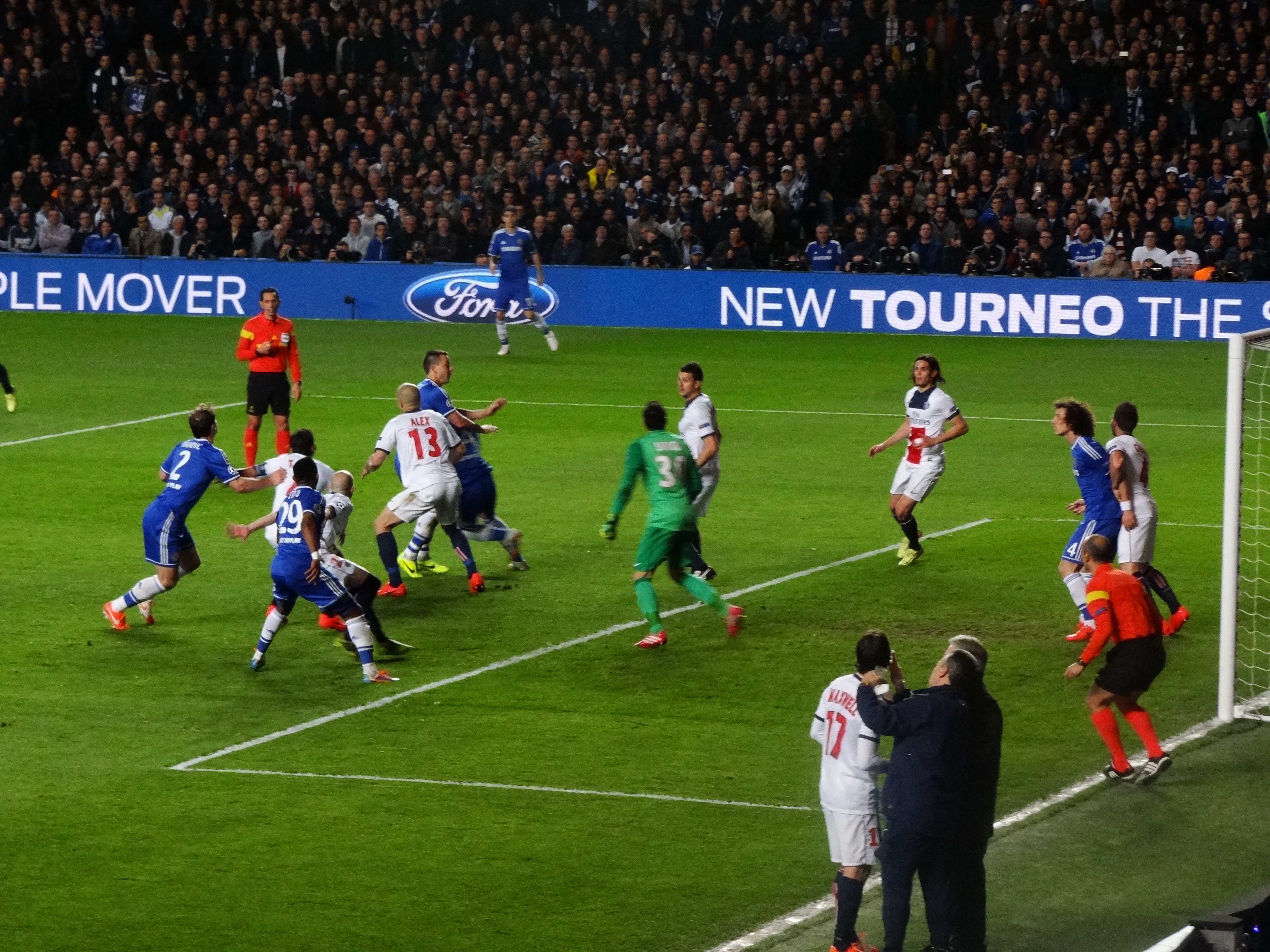
Piłkarze Chelsea w sezonie 2013/14 podczas meczu z PSG.

18 marca po wygranej 2:0 nad Galatasaray SK londyńczycy awansowali do ćwierćfinału Champions League, w którym wyeliminowali Paris Saint-Germain (1:3) i (2:0). Jednak zmęczenie sezonem przełożyło się na słabsze wyniki. Przegrana z: Aston Villą, Crystal Palace czy pierwsza porażka Mourinho na Stamford Bridge z Sunderlandem sprawiły, iż mistrzostwo Anglii zdobyli The Citizens.
22 kwietnia drużyna zremisowała na wyjeździe z Atlético Madryt 0:0 w pierwszym meczu półfinałowym Ligi Mistrzów. 30 kwietnia w rewanżu w Londynie „The Blues” przegrali 1:3 (1:1) i odpadli z tych rozgrywek. Po dwumeczu z Los Colchoneros media skrytykowały grę Chelsea, nazywając ją: Parkowanie autobusu we własnym polu karnym. Taką samą opinię wyraził trener Liverpoolu – Brendan Rodgers, ponieważ kilka dni wcześniej The Reds przegrali z londyńczykami 0:2 na Anfield Road.

#### Sezon 2014/15 i „angielski” dublet
Głównym celem Mourinho w sezonie 2014/15 było odzyskanie mistrzowskiego tytułu, a także walka o Ligę Mistrzów. 18 sierpnia Chelsea nowy sezon rozpoczęła od wygranej nad Burnley 3-1. W kolejnych trzynastu spotkaniach The Blues nie przegrali meczu w rozgrywkach Premier League. 27 stycznia Chelsea awansowała do finału Pucharu Ligi Angielskiej, pokonując Liverpool 1:0 (2:1 w dwumeczu). Wcześniej jednak klub stracił szansę na zdobycie Pucharu Anglii, po przegranym 2:4 meczu z Bradford City. 1 marca Chelsea wygrała Puchar Ligi, pokonując w finale na Wembley Tottenham 2:0. Wielkim zaskoczeniem okazało się szybkie odpadnięcie z Ligi Mistrzów gdzie Chelsea uległa w dwumeczu Paris Saint Germain. 3 maja po zwycięstwie ligowym nad Crystal Palace klub po raz piąty zdobył tytuł mistrza Anglii. Chelsea tym samym odzyskała mistrzostwo po 5 latach. Wielki udział przy zdobyciu mistrzowskiego tytułu mieli dwaj nowi piłkarze – Cesc Fàbregas (największa ilość asyst w ligowych rozgrywkach) i Diego Costa, który zdobył 20 goli w pierwszym swoim sezonie. Kluczowym zawodnikiem okazał się także Eden Hazard, który został wyróżniony mianem najlepszego piłkarza w Anglii za sezon 2014/15.

#### Sezon 2015/2016
2 sierpnia The Blues przegrali z Arsenalem o Tarczę Wspólnoty 0:1 i był to pierwszy triumf Arsena Wengera nad Mourinho. Ligowe zmagania Chelsea rozpoczęła nie najlepiej notując tylko jedno zwycięstwo w czterech pierwszych meczach. W grudniu Jose Mourinho został zwolniony z pozycji trenera, a jego miejsce zajął Guus Hiddink. W marcu 2016 roku klub poinformował, że po zakończeniu Mistrzostw Europy 2016 drużynę obejmie Antonio Conte. Drużyna zmagania ligowe zakończyła dopiero na 10. miejscu w tabeli, nie osiągając żadnych innych sukcesów.

### Era Antonio Conte
Po rozegranych Mistrzostwach Europy przez reprezentację Włoch Antonio Conte zasiadł na ławce trenerskiej Chelsea. Pierwszym wzmocnieniem w nowej erze został napastnik Michy Batshuayi. Drugim piłkarzem, który zasilił szeregi Chelsea jest N’Golo Kanté. Do drużyny wrócił David Luiz, a oprócz niego nowym nabytkiem został Marcos Alonso i bramkarz Eduardo. W oficjalnym debiucie podopieczni Conte odnieśli zwycięstwo w derbowym starciu z West Hamem 2:1. Następnie zespół odniósł wygraną nad Watfordem i Burnley. Po złej passie: remisem ze Swansea oraz porażkami z Liverpoolem (1:2) i Arsenalem (3:0), Conte zmienił ustawienie drużyny z 4-1-4-1 na 3-4-3, co poskutkowało siedmioma wygranymi meczami ligowymi z rzędu (w tym m.in. 3:0 z mistrzem Anglii – Leicester, 4:0 z Manchesterem United, 5:0 z Evertonem, 2:1 z Tottenhamem).31 grudnia po zwycięstwie nad Stoke City, The Blues odnieśli 13 kolejne zwycięstwo, ustanawiając tym samym klubowy rekord. Sezon ten Chelsea zakończyła zdobyciem kolejnego tytułu mistrzowskiego. W sezonie 2017/2018 Chelsea zajęła 5 pozycję oraz zdobyła Puchar Anglii.
12 lipca 2018 Conte został zwolniony z posady trenera.

### Sezon Maurizio Sarriego
14 lipca 2018 roku nowym trenerem Chelsea został Włoch Maurizio Sarri. Jeszcze tego samego dnia w ślad za dotychczasowym szkoleniowcem Napoli podążył Jorginho, za którego londyński klub zapłacił 57 milionów funtów. Wobec odejścia Thibault Courtois do Realu Madryt konieczne stało się znalezienie klasowego bramkarza. Wybór padł na Kepę Arrizabalagę z Athletiku Bilbao. The Blues zapłacili za hiszpańskiego golkipera 80 milionów euro, czyniąc Kepę najdroższym bramkarzem w historii. Oprócz tego do drużyny na zasadzie rocznego wypożyczenia z Realu Madryt dołączył Mateo Kovačić, podpisano także umowę z trzecim bramkarzem – Robem Greenem.
Sezon 2018/19 Chelsea pod wodzą Sarriego rozpoczęła – jako zdobywca Pucharu Anglii – od starcia o Tarczę Wspólnoty z mistrzem kraju Manchesterem City. Mecz zakończył się przegraną The Blues 0:2.
Nowy trener odszedł od stosowanego przez poprzednika ustawienia 3-4-3 na rzecz 4-3-3. Przywrócił do składu Davida Luiza kosztem Gary’ego Cahilla. Chelsea zaczęła grać tzw. Sarriball – ofensywny futbol oparty na długim utrzymywaniu się przy piłce i wymianie dużej ilości podań. Efektem tego było pobicie klubowego rekordu w liczbie podań w trakcie meczu – 26 sierpnia 2018 roku w meczu 3. kolejki Premier League z Newcastle podopieczni Sarriego przekazali sobie piłkę 913 razy. Taki styl od razu spodobał się kibicom klubu ze Stamford Brigde, gdyż był miłą odmianą w stosunku do defensywnej taktyki Antonio Conte. Sarriball był nie tylko efektowny, ale także efektywny – drużyna wygrała pięć pierwszych ligowych spotkań z rzędu, a pierwszą porażkę zanotowała dopiero pod koniec listopada, gdy w 13. kolejce uległa na wyjeździe Tottenhamowi 1:3. W 16. kolejce Chelsea wygrała z Manchesterem City 2:0, przez co obrońcy tytułu przegrali pierwszy mecz od początku sezonu.
Jesienią Chelsea rywalizowała w fazie grupowej Ligi Europy, co było efektem zajęcia 5. miejsca w lidze w poprzednim sezonie. The Blues zajęli 1. miejsce w grupie L przed BATE Borysów, MOL Vidi i PAOK Saloniki, wygrywając 5 spotkań i remisując jedno, z MOL Vidi (2:2) w ostatniej kolejce. To dało im awans do fazy pucharowej rozgrywek.
W trakcie zimowego okienka transferowego Chelsea wykupiła z Borussii Dortmund Christiana Pulisica (i od razu go z powrotem wypożyczyła do końca sezonu) i wypożyczyła na pół roku z Juventusu Gonzalo Higuaina, który w sezonie 2015/16 jako gracz prowadzonego przez Sarriego Napoli strzelił 36 goli w 35 ligowych meczach. W przeciwną stronę na wypożyczenia powędrowali napastnicy Alvaro Morata (dwuletnie w Atletico Madryt) i Michy Batshuayi (półroczne w Crystal Palace).
Przełom stycznia i lutego 2019 r. podał w wątpliwość skuteczność Sarriballu. Kompromitujące porażki 0:4 z Bournemouth, a zwłaszcza najwyższa w historii występów Chelsea w Premier League klęska 0:6 (0:4 po 25 minutach gry) z Manchesterem City mocno zachwiały pozycją Maurizio Sarriego. W mediach pojawiły się spekulacje dotyczące zwolnienia włoskiego trenera, kibice zaś w niewybredny sposób okazywali na stadionie swoje niezadowolenie z wyników zespołu.
Sposobem na ratowanie posady miało być zdobycie Pucharu Ligi Angielskiej. The Blues znaleźli się w finale tych rozgrywek, eliminując kolejno Liverpool, Derby County (prowadzone wówczas przez legendę Chelsea Franka Lamparda), Bournemouth i Tottenham (po rzutach karnych). Tam czekał już Manchester City, który zaledwie dwa tygodnie wcześniej upokorzył ekipę ze Stamford Bridge.
Przez 90 minut regulaminowego czasu gry nie padła żadna bramka, zatem potrzebna była dogrywka, w której także nie doczekaliśmy się goli. W 120. minucie doszło do kuriozalnej sytuacji, która przeszła do historii piłki nożnej. Pod koniec dogrywki bramkarz Kepa Arrizabalaga potrzebował pomocy medycznej, jednak nie odniósł żadnej poważnej kontuzji, toteż zmiana nie była konieczna. Tymczasem Maurizio Sarri takową zarządził – Kepę miał zmienić rezerwowy Willy Caballero. Nie wiadomo jednak, czy takie posunięcie trenera było podyktowane względami medycznymi (nie chciał narażać swojego zawodnika na kontuzję, tym bardziej że w czasie konkursu rzutów karnych wymiana bramkarza byłaby niemożliwa) czy taktycznymi (Caballero uchodzi za eksperta od bronienia „jedenastek”). Jednakże Kepa nie zamierzał schodzić z boiska, czym doprowadził swojego szkoleniowca do furii. Po dłuższej chwili słownych przepychanek i nerwowych gestów Hiszpan dopiął swego i został w bramce na rzuty karne. Niestety, mimo obronienia „jedenastki” Leroya Sané, nie zdołał on uchronić swojej drużyny od porażki 3:4 w karnych, gdyż swoje szanse zmarnowali Jorginho i David Luiz. Sam bramkarz został po tym incydencie ukarany przekazaniem tygodniówki na rzecz Fundacji Chelsea, stracił też miejsce w składzie na jeden mecz ligowy z Tottenhamem.
Niepowodzeniem zakończyła się również obrona Pucharu Anglii. W 5. rundzie Chelsea uległa Manchesterowi United 0:2.
W lidze Sarri przezwyciężył kryzys z początku roku i do końca sezonu The Blues regularnie punktowali, przegrywając po drodze tylko dwa razy – po 0:2 z Evertonem i Liverpoolem. Na koniec kampanii Chelsea uplasowała się na 3. miejscu w tabeli Premier League, tracąc jednak ponad 27 punktów do drugiego Liverpoolu i punkt więcej do mistrza Anglii, Manchesteru City.
W fazie pucharowej Ligi Europy The Blues pokonywali kolejno w dwumeczach Malmö FF, Dynamo Kijów, Slavię Praga i Eintracht Frankfurt (po karnych – dwa obronione przez Kepę). W finale w Baku Chelsea w wielkim stylu ograła lokalnego rywala Arsenal 4:1 i po 6 latach znów odniosła tryumf w tych rozgrywkach.
16 czerwca 2019 r. po zaledwie sezonie pracy na Stamford Bridge Maurizio Sarri powrócił do ojczyzny, gdzie został trenerem Juventusu. Mistrzowie Włoch zapłacili za szkoleniowca 5 milionów funtów. Łącznie Sarri prowadził Chelsea w 63 meczach, z czego 40 wygrał, 11 zremisował, a 12 przegrał.

### Era Franka Lamparda
Od sezonu 2019/20 trenerem zespołu został Frank Lampard. W pierwszym oficjalnym meczu pod jego wodzą Chelsea przegrała 0:4 z Manchesterem United, natomiast w meczu o Superpuchar Europy, The Blues ulegli Liverpoolowi w rzutach karnych (2:3). Pierwszym wygranym przez Lamparda meczem było wyjazdowe spotkanie z Norwich (3:2). Chelsea również zagrała w Lidze Mistrzów, wygrała grupę z Valencią, Ajaxem i Lille awansując do 1/8 finału, gdzie odpadła z Bayernem. Sezon Premier League Chelsea zakończyła na czwartym miejscu w tabeli.
W sezonie 2020/21 do Chelsea przyszli Timo Werner z RB Lipsk, Kai Havertz z Bayeru Leverkusen, Edouard Mendy ze Stade Rennes, Ben Chilwell z Leicester City, Hakim Ziyech z Ajaxu, Thiago Silva z PSG oraz Malang Sarr z OGC Nice (Sarr został od razu wypożyczony do FC Porto). The Blues sezon rozpoczęli wygraną 3:1 z Brighton na The Amex. W Lidze Mistrzów Chelsea zajęła pierwsze miejsce w grupie z Sevillą, Krasnodarem i Rennes.
Po słabszych meczach w grudniu i styczniu podjęto decyzję o zwolnieniu Franka Lamparda. Następcą został Thomas Tuchel.

### Era Thomasa Tuchela
Pod wodzą Tuchela Chelsea dotarła do finału Pucharu Anglii, przegrywając 1: 0 z Leicester City i zdobyła swój drugi tytuł Ligi Mistrzów UEFA po zwycięstwie 1: 0 nad Manchesterem City w Porto. Następnie klub po raz drugi zdobył Superpuchar UEFA 2021, pokonując Villarreal 6: 5 w rzutach karnych, po zakończeniu 1: 1 w Belfaście po dogrywce oraz Klubowe Mistrzostwa Świata FIFA 2021 (pierwsze dla klubu) w Abu Zabi po pokonaniu brazylijskiego Palmeiras 2:1. 18 kwietnia 2021 roku Chelsea ogłosiła, że dołączy do nowej European Super League, rozgrywek ligowych obejmujących największe europejskie kluby. Po ostrej reakcji kibiców klub ogłosił wycofanie się kilka dni później. Klub nie zdecydował się na wysyłanie na urlop swoich pracowników, którzy nie grają w dni meczowe, podczas pandemii Covid-19, a decyzję podobno podjął sam Abramowicz. Chelsea, jeden z pierwszych klubów, który pomógł Narodowej Służbie Zdrowia, pożyczyła należący do klubu hotel Millennium dla personelu NHS.
Wśród sankcji finansowych nałożonych na rosyjskich oligarchów przez zachodnie rządy w odpowiedzi na rosyjską inwazję na Ukrainę w 2022 r. Abramowicz oświadczył 26 lutego, że przekaże zarządzanie Chelsea powiernikom Fundacji Chelsea. Powiernicy nie zgodzili się od razu ze względu na wątpliwości prawne dotyczące zasad Komisji Dobroczynności dla Anglii i Walii. Tydzień później Abramowicz umorzył 1,5 miliarda funtów, które był mu winien klub, i wystawił klub na sprzedaż, zobowiązując się do przekazania dochodu netto ofiarom wojny na Ukrainie. W dniu 10 marca 2022 r. rząd brytyjski ogłosił sankcje nałożone na Abramowicza, a Chelsea mogła działać na podstawie specjalnej licencji do 31 maja. W kolejnych tygodniach pojawiły się doniesienia o zaangażowaniu Abramowicza w pośrednictwo w porozumieniu pokojowym między Ukrainą a Rosją i zabezpieczanie bezpiecznych korytarzy ewakuacyjnych w oblężonych miastach Ukrainy. Urzędnik rządu amerykańskiego ujawnił, że prezydent Ukrainy Wołodymyr Zełenski zwrócił się do rządu USA o nienakładanie sankcji na Abramowicza, biorąc pod uwagę jego znaczenie dla wysiłków niesienia pomocy wojennej.

### Era BlueCo
W dniu 7 maja 2022 roku Chelsea potwierdziła, że uzgodniono warunki przejęcia klubu przez nową grupę właścicieli, na której czele stoją Todd Boehly, Clearlake Capital, Mark Walter i Hansjörg Wyss. Grupa była później znana jako BlueCo. Rząd Wielkiej Brytanii zatwierdził przejęcie o wartości 4,25 miliarda funtów, kończące 19-letnią własność Abramowicza w klubie. Bruce Buck, który pełnił funkcję prezesa od 2003 roku, został zastąpiony przez Boehly’ego, natomiast długoletnia dyrektor klubu i de facto dyrektor sportowa Marina Granovskaia odeszła, podobnie jak Petr Čech ze stanowiska doradcy technicznego i ds. wyników. Chelsea wygrała sześć z pierwszych 11 meczów sezonu 2022–23, ale tylko pięć z pozostałych 27. Klub strzelił rekordowo mało goli w całym sezonie i po raz pierwszy od tej pory zajął miejsce w dolnej połowie tabeli 1995–96.

## Sukcesy

### Trofea międzynarodowe
| \| \| Zdobyte trofea w rozgrywkach międzynarodowych (stan na: 28-05-2025) \| |                                                                     |      |                  |
| Rozgrywki                                                                    | Osiągnięcie                                                         | Razy | Sezon(y)         |
| Klubowe MŚ                                                                   | zdobywca                                                            | 2    | 2021, 2025       |
| Klubowe MŚ                                                                   | finalista                                                           | 1    | 2012             |
| Puchar Interkontynentalny                                                    | zdobywca                                                            | 0    |                  |
| Puchar Interkontynentalny                                                    | finalista                                                           | 0    |                  |
| · Liga Mistrzów · (Puchar Europy)                                            | zdobywca                                                            | 2    | 2012, 2021       |
| · Liga Mistrzów · (Puchar Europy)                                            | finalista                                                           | 1    | 2008             |
| · Liga Europy · (Puchar UEFA)                                                | zdobywca                                                            | 2    | 2013, 2019       |
| · Liga Europy · (Puchar UEFA)                                                | finalista                                                           | 0    |                  |
| · Liga Konferencji                                                           | zdobywca                                                            | 1    | 2025             |
| · Liga Konferencji                                                           | finalista                                                           |      |                  |
| · Puchar Zdobywców                                                           | zdobywca                                                            | 2    | 1971, 1998       |
| · Puchar Zdobywców                                                           | finalista                                                           | 0    |                  |
| · Superpuchar UEFA                                                           | zdobywca                                                            | 2    | 1998, 2021       |
| · Superpuchar UEFA                                                           | finalista                                                           | 3    | 2012, 2013, 2019 |
| FIFA                                                                         | Zdobyte trofea w rozgrywkach międzynarodowych (stan na: 28-05-2025) |      |                  |

### Trofea krajowe
| \| \| Zdobyte trofea w rozgrywkach Anglii (stan na: 14-05-2022) \| |                                                           |      |                                                      |
| Rozgrywki                                                          | Osiągnięcie                                               | Razy | Sezon(y)                                             |
| · Mistrzostwo                                                      | I miejsce                                                 | 6    | 1955, 2005, 2006, 2010, 2015, 2017                   |
| · Mistrzostwo                                                      | II miejsce                                                | 4    | 2004, 2007, 2008, 2011                               |
| · Mistrzostwo                                                      | III miejsce                                               | 8    | 1920, 1965, 1970, 1999, 2009, 2013, 2014, 2019       |
| · Puchar                                                           | zdobywca                                                  | 8    | 1970, 1997, 2000, 2007, 2009, 2010, 2012, 2018       |
| · Puchar                                                           | finalista                                                 | 8    | 1915, 1967, 1994, 2002, 2017, 2020, 2021, 2022       |
| · Superpuchar                                                      | zdobywca                                                  | 4    | 1955, 2000, 2005, 2009                               |
| · Superpuchar                                                      | finalista                                                 | 9    | 1970, 1997, 2006, 2007, 2010, 2012, 2015, 2017, 2018 |
| · Puchar Ligi                                                      | zdobywca                                                  | 5    | 1965, 1998, 2005, 2007, 2015                         |
| · Puchar Ligi                                                      | finalista                                                 | 4    | 1972, 2008, 2019, 2022                               |
| · II liga                                                          | I miejsce                                                 | 2    | 1984, 1989                                           |
| · II liga                                                          | II miejsce                                                | 5    | 1907, 1912, 1930, 1963, 1977                         |
| · II liga                                                          | III miejsce                                               | 4    | 1906, 1911, 1926, 1928                               |
| Anglia                                                             | Zdobyte trofea w rozgrywkach Anglii (stan na: 14-05-2022) |      |                                                      |

- Full Members Cup:
  - mistrz (2x): 1986, 1990

### Inne trofea
- Tournoi international de l'Exposition Universelle de Paris 1937:
  - finalista (1x): 1937
- Premier League Asia Trophy:
  - zdobywca (2x): 2003, 2011
- World Series of Soccer (MLS):
  - zdobywca (1x): 2005
  - finalista (1x): 2007
- World Football Challenge:
  - zdobywca (1x): 2009
  - finalista (1x): 2012

### Finały Pucharów Krajowych
- Puchar Anglii:

1915 0:3 rywal: Sheffield United
1967 1:2 rywal: Tottenham
1970 2:2 i 2:1 rywal: Leeds United
1994 0:4 rywal: Manchester United
1997 2:0 rywal: Middlesbrough
2000 1:0 rywal: Aston Villa
2002 0:2 rywal: Arsenal
2007 1:0 rywal: Manchester United
2009 2:1 rywal: Everton
2010 1:0 rywal: Portsmouth
2012 2:1 rywal: Liverpool
2017 1:2 rywal: Arsenal
2018 1:0 rywal: Manchester United
2020 1:2 rywal: Arsenal
2021 0:1 rywal: Leicester City
2022 0:0 (k. 5:6) rywal: Liverpool
- Puchar Ligi Angielskiej:

1965 3:2 i 0:0 rywal: Leicester City
1972 1:2 rywal: Stoke City
1998 2:0 rywal: Middlesbrough
2005 3:2 rywal: Liverpool
2007 2:1 rywal: Arsenal
2008 1:2 rywal: Tottenham
2015 2:0 rywal: Tottenham
2019 0:0 (k. 3:4) rywal: Manchester City
2022 0:0 (k. 10:11) rywal: Liverpool
- Tarcza Wspólnoty:

1955 3:0 rywal: Newcastle United
1970 1:2 rywal: Everton
1997 1:1 (k. 2:4) rywal: Manchester United
2000 2:0 rywal: Manchester United
2005 2:1 rywal: Arsenal
2006 1:2 rywal: Liverpool
2007 1:1 (k. 0:3) rywal: Manchester United
2009 2:2 (k. 4:1) rywal: Manchester United
2010 1:3 rywal: Manchester United
2012 2:3 rywal: Manchester City
2015 0:1 rywal: Arsenal
2017: 1:1 (k. 1:4) rywal: Arsenal
2018 0:2 rywal: Manchester City
- Full Members Cup:

1986 5:4 rywal: Manchester City
1990 1:0 rywal: Middlesbrough

### Finały Pucharów Europejskich
- Puchar Zdobywców Pucharów:

1971 1:1 i 2:1 rywal: Real Madryt
1998 1:0 rywal: VfB Stuttgart
- Superpuchar Europy UEFA:

1998 1:0 rywal: Real Madryt
2012 1:4 rywal: Atletico Madryt
2013 2:2 (k. 4:5) rywal: Bayern Monachium
2019 2:2 (k. 4:5) rywal: Liverpool
2021 1:1 (k. 6:5) rywal: Villarreal
- Liga Mistrzów UEFA:

2008 1:1 (k. 5:6) rywal: Manchester United
2012 1:1 (0:0, 1:1; dogr. 0:0, 0:0) k. 4:3 rywal: Bayern Monachium
2021 1:0 (1:0, 0:0) rywal Manchester City
- Liga Europy UEFA:

2013 2:1 rywal: SL Benfica
2019 4:1 rywal: Arsenal

### Indywidualne sukcesy piłkarzy
Mistrzowie Świata
- Peter Bonetti – Anglia 1966
- Jimmy Greaves – Anglia 1966
- Marcel Desailly – Francja 1998
- Frank Leboeuf – Francja 1998
- Didier Deschamps – Francja 1998
- Emmanuel Petit – Francja 1998
- Juliano Belletti – Japonia/Korea Południowa 2002
- Fernando Torres – RPA 2010
- Cesc Fàbregas – RPA 2010
- Juan Mata – RPA 2010
- André Schürrle – Brazylia 2014
- N’Golo Kanté – Rosja 2018
- Olivier Giroud – Rosja 2018
- Enzo Fernández – Katar 2022

Mistrzowie Europy
- Ruud Gullit – RFN 1988
- Brian Laudrup – Szwecja 1992
- Marcel Desailly – Belgia/Holandia 2000
- Frank Leboeuf – Belgia/Holandia 2000
- Didier Deschamps – Belgia/Holandia 2000
- Nicolas Anelka – Belgia/Holandia 2000
- Emmanuel Petit – Belgia/Holandia 2000
- Fernando Torres – Austria/Szwajcaria 2008, Polska/Ukraina 2012
- Cesc Fàbregas – Austria/Szwajcaria 2008, Polska/Ukraina 2012
- Juan Mata – Polska/Ukraina 2012
- Pedro Rodríguez – Polska/Ukraina 2012
- Eduardo – Francja 2016
- Ricardo Carvalho – Francja 2016
- Ricardo Quaresma – Francja 2016
- Jorginho – Euro 2020
- Emerson Palmieri – Euro 2020
- Marc Cucurella – Euro 2024

Mistrzowie Afryki
- Samuel Eto’o – Ghana/Nigeria 2000, Mali 2002
- John Obi Mikel – Republika Południowej Afryki 2013
- Victor Moses – Republika Południowej Afryki 2013
- Kenneth Omeruo – Republika Południowej Afryki 2013
- Salomon Kalou – Gwinea Równikowa 2015
- Édouard Mendy – Kamerun 2021

Mistrzowie Oceanii
- Mark Schwarzer – Australia/Samoa/Wyspy Salomona 2004

Piłkarze FIFA 100
- Hernán Crespo
- Juan Sebastián Verón
- Brian Laudrup
- Marcel Desailly
- Didier Deschamps
- Ruud Gullit
- Michael Ballack
- Andrij Szewczenko
- George Weah

Najlepszy piłkarz grający w Anglii
- Gianfranco Zola – 1997
- Frank Lampard – 2005[67]

Najlepsza bramka sezonu
- Peter Osgood – 1972/1973

Najlepszy zawodnik roku w Anglii
- John Terry – 2005[68]
- Eden Hazard – 2015
- N’Golo Kanté – 2017

Nagrody UEFA
- Petr Čech – najlepszy bramkarz 2004/2005, 2006/2007, 2007/2008
- John Terry – najlepszy obrońca 2004/2005, 2007/2008, 2008/2009
- Frank Lampard – najlepszy pomocnik 2007/2008
- Jorginho – Piłkarza Roku UEFA 2020/2021
- N’Golo Kanté – najlepszy pomocnik 2020/2021
- Édouard Mendy – najlepszy bramkarz 2020/2021

Najlepsza 11 na świecie(FIFPro XI)
- John Terry – 2004/2005, 2005/2006, 2006/2007, 2007/2008, 2008/2009
- Frank Lampard – 2004/2005
- Claude Makélélé – 2004/2005
- Didier Drogba – 2006/2007
- David Luiz – 2013/2014
- N’Golo Kanté – 2017/2018, 2020/2021
- Eden Hazard – 2017/2018, 2018/2019
- Jorginho – 2020/2021

## Menedżerowie
| Lp. | Imię i nazwisko     | Okres urzędowania | Okres urzędowania |
| --- | ------------------- | ----------------- | ----------------- |
| 1.  | John Tait Robertson | 1905              | 1906              |
| 2.  | William Lewis       | 1906              | 1907              |
| 3.  | David Calderhead    | 1907              | 1933              |
| 4.  | Leslie Knighton     | 1933              | 1939              |
| 5.  | Billy Birrell       | 1939              | 1952              |
| 6.  | Ted Drake           | 1952              | 1961              |
| 7.  | Tommy Docherty      | 1961              | 1967              |
| 8.  | Dave Sexton         | 1967              | 1974              |
| 9.  | Ron Suart           | 1974              | 1975              |
| 10. | Eddie McCreadie     | 1975              | 1977              |
| 11. | Ken Shellito        | 1977              | 1978              |
| 12. | Danny Blanchflower  | 1978              | 1979              |
| 13. | Geoff Hurst         | 1979              | 1981              |
| 14. | John Neal           | 1981              | 1985              |
| 15. | John Hollins        | 1985              | 1989              |
| 16. | Bobby Campbell      | 1989              | 1991              |
| 17. | Ian Porterfield     | 1991              | 1993              |
| 18. | David Webb          | 1993              | 1993              |
| 19  | Glenn Hoddle        | 1993              | 1996              |
| 20. | Ruud Gullit         | 1996              | 1998              |
| 21. | Gianluca Vialli     | 1998              | 2000              |

| Lp. | Imię i nazwisko     | Okres urzędowania | Okres urzędowania |
| --- | ------------------- | ----------------- | ----------------- |
| 22. | Graham Rix          | 2000              | 2000              |
| 23. | Claudio Ranieri     | 2000              | 2004              |
| 24. | José Mourinho       | 2004              | 2007              |
| 25. | Awram Grant         | 2007              | 2008              |
| 26. | Luiz Felipe Scolari | 2008              | 2009              |
| 27. | Guus Hiddink        | 2009              | 2009              |
| 28. | Carlo Ancelotti     | 2009              | 2011              |
| 29. | André Villas-Boas   | 2011              | 2012              |
| 30. | Roberto Di Matteo   | 2012              | 2012              |
| 31. | Rafael Benítez      | 2012              | 2013              |
| 32. | José Mourinho       | 2013              | 2015              |
| 33. | Guus Hiddink        | 2015              | 2016              |
| 34. | Antonio Conte       | 2016              | 2018              |
| 35. | Maurizio Sarri      | 2018              | 2019              |
| 36. | Frank Lampard       | 2019              | 2021              |
| 37. | Thomas Tuchel       | 2021              | 2022              |
| 38. | Graham Potter       | 2022              | 2023              |
| 39. | Frank Lampard       | 2023              | 2023              |
| 40. | Mauricio Pochettino | 2023              | 2024              |
| 41. | Enzo Maresca        | 2024              |                   |

## Statystyki piłkarzy

### 20 najczęściej występujących zawodników
| Zawodnik           | Ilość | Lata                  |
| ------------------ | ----- | --------------------- |
| Ron Harris         | 795   | 1961–1980             |
| Peter Bonetti      | 729   | 1959–1979             |
| John Terry         | 717   | 1998–2017             |
| Frank Lampard      | 648   | 2001–2014             |
| John Hollins       | 592   | 1963–1975 & 1983–1984 |
| César Azpilicueta  | 500   | 2012–2023             |
| Petr Čech          | 494   | 2004–2015             |
| Dennis Wise        | 445   | 1990–2001             |
| Steve Clarke       | 421   | 1987–1998             |
| Kerry Dixon        | 420   | 1983–1992             |
| Eddie McCreadie    | 410   | 1962–1974             |
| John Bumstead      | 409   | 1976–1991             |
| Ken Armstrong      | 402   | 1946–1957             |
| Didier Drogba      | 382   | 2004–2012 & 2014–2015 |
| Peter Osgood       | 380   | 1964–1974 & 1978–1979 |
| Branislav Ivanović | 377   | 2007–2017             |
| John Obi Mikel     | 374   | 2006–2017             |
| Charlie Cooke      | 373   | 1966–1972 & 1974–1978 |
| George Smith       | 370   | 1921–1932             |
| Bobby Tambling     | 370   | 1958–1970             |

### 20 najlepszych strzelców

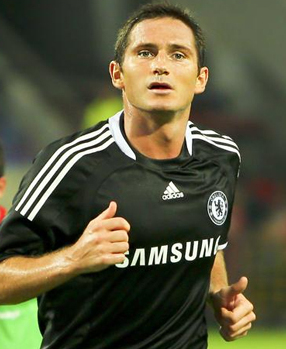
Frank Lampard, najlepszy strzelec w historii klubu.

| nr | Zawodnik                | Bramki | Lata                  |
| -- | ----------------------- | ------ | --------------------- |
| 01 | Frank Lampard           | 211    | 2001–2014             |
| 02 | Bobby Tambling          | 202    | 1959–1970             |
| 03 | Kerry Dixon             | 193    | 1983–1992             |
| 04 | Didier Drogba           | 164    | 2004–2012 & 2014–2015 |
| 05 | Roy Bentley             | 150    | 1948–1956             |
| 06 | Peter Osgood            | 150    | 1964–1974             |
| 07 | Jimmy Greaves           | 132    | 1957–1961             |
| 08 | George Mills            | 125    | 1929–1943             |
| 09 | Eden Hazard             | 110    | 2012–2019             |
| 10 | George Hilsdon          | 108    | 1906–1912             |
| 11 | Allan Harris            | 102    | 1960–1964 1966–1967   |
| 12 | Barry Bridges           | 93     | 1958–1966             |
| 13 | Tommy Baldwin           | 92     | 1966–1974             |
| 14 | Jimmy Floyd Hasselbaink | 87     | 2000–2004             |
| 15 | Hughie Gallacher        | 81     | 1930–1934             |
| 16 | Bob Whittingham         | 80     | 1909–1919             |
| 17 | Gianfranco Zola         | 80     | 1996–2003             |
| 18 | Eiður Guðjohnsen        | 78     | 2000–2006             |
| 19 | Dennis Wise             | 76     | 1990–2001             |
| 20 | Ron Tindall             | 69     | 1953–1961             |

- – piłkarz grający obecnie w klubie Chelsea

### Galeria sławy
Najwybitniejsi piłkarze w historii Chelsea, umieszczeni w galerii sław londyńskiego klubu. Należy do niej 46 byłych zawodników, wśród podanych sław pięć grało i trenowało zespół z zachodniego Londynu (David Webb, Ruud Gullit, Gianluca Vialli, Roberto Di Matteo, Frank Lampard).
| - Roy Bentley - Frank Blunstone - Peter Bonetti - Ricardo Carvalho - Steve Clarke - Charlie Cooke - Carlo Cudicini - Petr Čech - Marcel Desailly - Roberto Di Matteo - Kerry Dixon - Didier Drogba - Tore Andre Flo - William Foulke - Hugh Gallacher - Ed de Goey | - Jimmy Greaves - Ruud Gullit - Eidur Gudjohnsen - Ron Harris - Jimmy Floyd Hasselbaink - George Hilsdon - Mark Hughes - Frank Lampard - Graeme Le Saux - Frank Lebœuf - Ian Hutchinson - Claude Makelele - George Mills - Pat Nevin - Eddie Niedzwiecki | - Peter Osgood - Colin Pates - Dan Petrescu - Gustavo Poyet - Arjen Robben - Peter Sillett - Bobby Tambling - John Terry - Terry Venables - Gianluca Vialli - Clive Walker - David Webb - Ray Wilkins - Dennis Wise - Gianfranco Zola |

## Sztab szkoleniowy

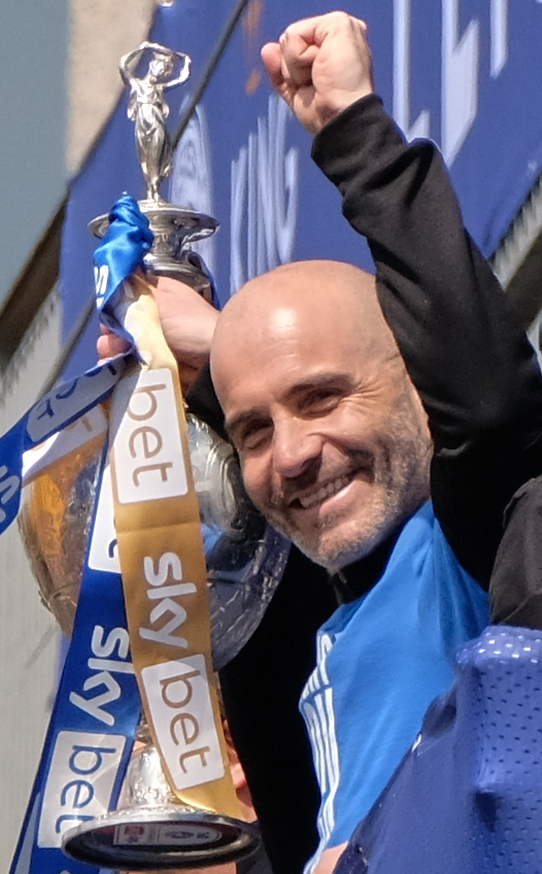
Enzo Maresca, obecny trener Chelsea

| Funkcja                         | Imię i nazwisko      |
| ------------------------------- | -------------------- |
| Menedżer                        | Enzo Maresca         |
| Asystent menedżera              | Willy Caballero      |
| Asystent trenera                | Roberto Vitiello     |
| Asystent trenera                | Danny Walker         |
| Trener bramkarzy                | Michele De Bernardin |
| Trener bramkarzy                | Ben Roberts          |
| Trener U-21                     | Mark Robinson        |
| Trener U-18                     | Hassan Sulaiman      |
| Szef służby medycznej           | Paco Biosca          |
| Analityk wideo                  | Javi Molina          |
| Trener przygotowania fizycznego | Marcos Alvarez       |
| Specjalista od żywienia         | Nick Broad           |
| Masażysta                       | Silvano Cotti        |
| Masażysta                       | Mauro Doimi          |
| Masażysta                       | Billy McCulloch      |
| Masażysta                       | Pedro Phillipou      |
| Masażysta                       | Steward Sullivan     |
| Główny psycholog                | Dean Kenneally       |
| Psycholog rehabilitacyjny       | Thierry Laurent      |
| Psycholog                       | Denis Talbot         |

## Obecny skład
Stan na 7 sierpnia 2025
| Nr | Poz. | Piłkarz            |
| -- | ---- | ------------------ |
| 1  | BR   | Robert Sánchez     |
| 3  | OB   | Marc Cucurella     |
| 4  | OB   | Tosin Adarabioyo   |
| 5  | OB   | Benoît Badiashile  |
| 6  | OB   | Levi Colwill       |
| 7  | NA   | Pedro Neto         |
| 8  | PO   | Enzo Fernández     |
| 9  | NA   | Liam Delap         |
| 10 | NA   | Cole Palmer        |
| 11 | NA   | Jamie Gittens      |
| 12 | BR   | Filip Jørgensen    |
| 14 | PO   | Dário Essugo       |
| 15 | NA   | Nicolas Jackson    |
| 17 | PO   | Andrey Santos      |
| 18 | NA   | Christopher Nkunku |

| Nr | Poz. | Piłkarz               |
| -- | ---- | --------------------- |
| 20 | NA   | João Pedro            |
| 21 | OB   | Jorrel Hato           |
| 23 | OB   | Trevoh Chalobah       |
| 24 | OB   | Reece James (kapitan) |
| 25 | PO   | Moisés Caicedo        |
| 27 | OB   | Malo Gusto            |
| 29 | OB   | Wesley Fofana         |
| 30 | OB   | Aarón Anselmino       |
| 32 | NA   | Tyrique George        |
| 34 | OB   | Josh Acheampong       |
| 37 | PO   | Omari Kellyman        |
| 41 | NA   | Estêvão               |
| 44 | BR   | Gabriel Slonina       |
| 45 | PO   | Roméo Lavia           |
|    | NA   | Mychajło Mudryk       |

## Rezerwy i szkółka

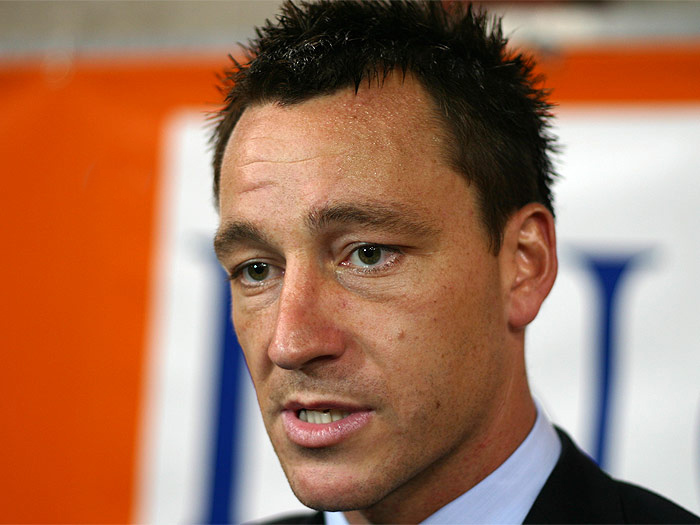
John Terry, jeden z najbardziej znanych wychowanków Chelsea

Chelsea tak jak wiele innych angielskich klubów ma rezerwy i szkółkę piłkarską. Ich celem jest jak najlepsze wyszkolenie młodych piłkarzy, którzy później będą w stanie grać w pierwszej drużynie.
Obecnie funkcję trenera rezerw pełni Joe Edwards, zaś akademią zajmuje się Jody Morris. Rezerwy występują w lidze rezerw i w sezonie 2010/2011 wygrały te rozgrywki. Drużyna rezerw rozgrywa mecze w Cobham.

### Sukcesy szkółki
- Liga Młodzieżowa UEFA: 2
  - 2015, 2016
- FA Youth Cup: 9
  - 1960, 1961, 2010, 2012, 2014, 2015, 2016, 2017, 2018
- Finał FA Youth Cup
  - 1958, 2008

## Stadion

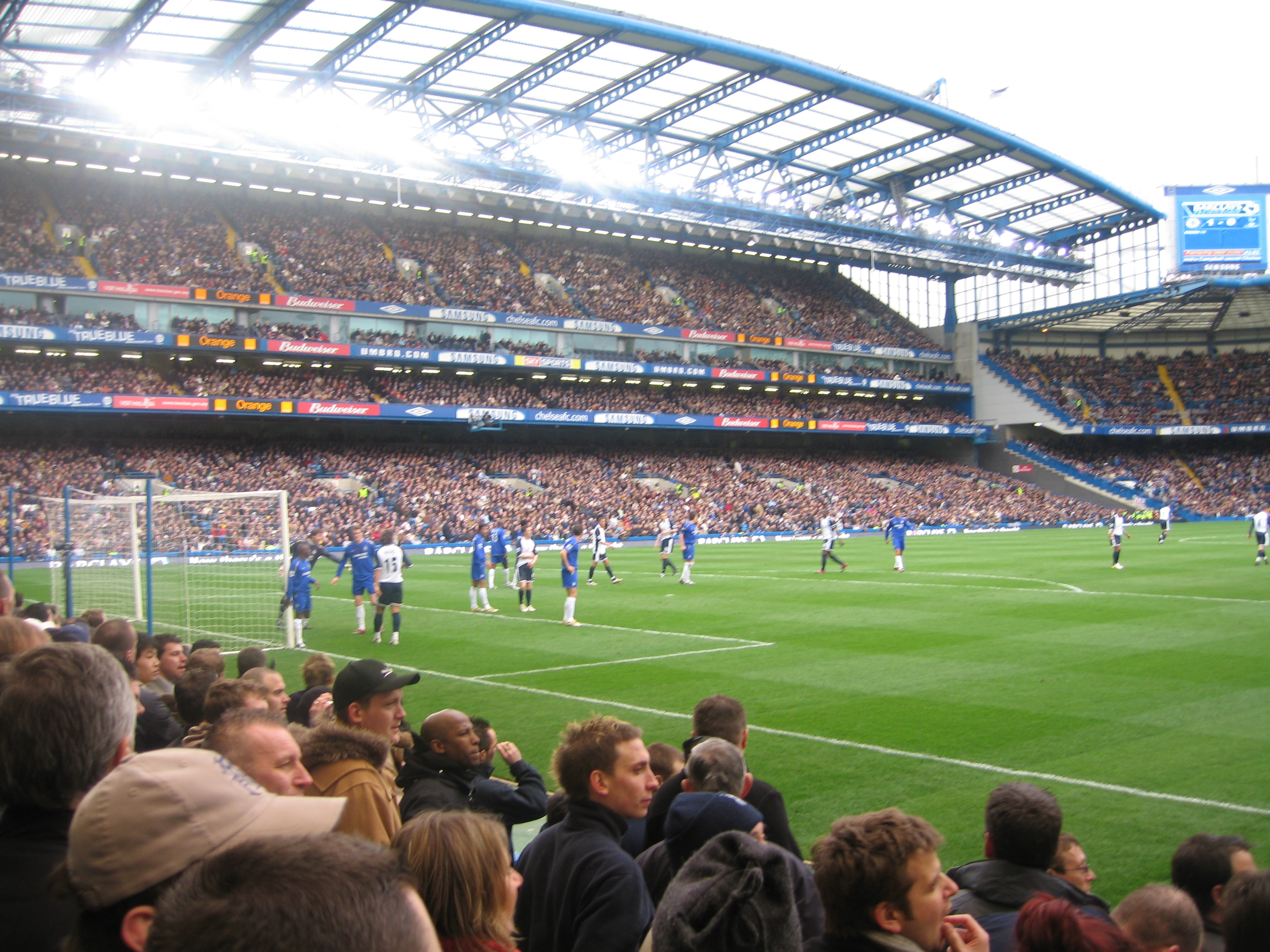
Stadion Stamford Bridge

Chelsea rozgrywa swoje mecze na stadionie Stamford Bridge, mieszczącym 41 841 widzów, w którego skład wchodzą dwupiętrowa trybuna północna im. Matthew Hardinga, dwupiętrowa trybuna północna „Shed End”, trzypoziomowa „East Stand” oraz najnowsza i największa „West Stand”. Obiekt Stamford Bridge wchodzi w skład multipleksu Chelsea Village, który obejmuje również m.in. dwa czterogwiazdkowe hotele, pięć restauracji, sale bankietowe i konferencyjne, kluby nocne, podziemny parking. Nazwa Stamford Bridge oznacza „most nad Stamford” i odnosi się do potoku Stamford, który kiedyś płynął w okolicy.
Na tym stadionie zawodnicy Chelsea pobili ligowy rekord 86 meczów u siebie bez porażki – od lutego 2004 r. do 26 października 2008 r., kiedy Liverpool pokonał Chelsea 1:0 po samobójczym golu José Bosingwy. Przez ten czas londyński klub prowadziło czterech trenerów: Claudio Ranieri, Jose Mourinho, Awram Grant i Luiz Felipe Scolari.

## Stroje
Od pierwszego spotkania rozegranego w 1905 piłkarze Chelsea występowali w niebieskich koszulkach, na przełomie lat zmieniał się jedynie ich odcień oraz barwy spodenek i getrów. Pierwszym strojem była niebieska koszulka o odcieniu jaśniejszym niż obecnie, natomiast spodenki były białe, a getry granatowe. W 1912 koszulki zmieniły kolor na ciemnoniebieski, tzw. royal blue. Kiedy na początku lat 60. szkoleniowcem został Tommy Docherty, wprowadzono ciemnoniebieskie spodenki i białe getry. Wyjazdowym kolorem „The Blues” od początku istnienia klubu był żółty albo biały, chociaż często zdarzały się odstępstwa. W półfinale Pucharu Anglii w 1967 drużyna wystąpiła w czarnych spodenkach i koszulkach w czarno-granatowe pasy. Z kolei w latach 1985–1986 i 1988-1989 piłkarze londyńskiego klubu grali na wyjeździe ubrani na czerwono, a w latach 1986–1987 na seledynowo. Od 2004 wśród wyjazdowych strojów pojawił się także czarny.
Przez lata stroje dostarczała firma Umbro. W 2005 władze Chelsea zdecydowały się na zerwanie umowy i podpisanie ośmioletniego kontraktu z Adidasem.
Pierwszym sponsorem Chelsea były linie lotnicze Gulf Air (sezon 1983/1984). Kolejnymi sponsorami byli: producent żywności Grange Farms, producent herbaty Bai Lin i włoski koncern Simod, a od 1989 firma komputerowa Commodore International. W latach 1995–1997 nowym sponsorem została firma produkująca piwo Coors, następnie producent szyb samochodowych Autoglass (1997–2001) i linie lotnicze Emirates (2001–2005). W latach 2006–2008 na koszulkach Chelsea widniało logo Samsung Mobile, a do 2015 nadrukiem był jedynie Samsung. Od sezonu 2015/2016 do 2020 na koszulkach znajdowało się logo firmy oponiarskiej Yokohama.

## Hymn
Hymnem Chelsea jest „Blue is the colour”. Powstał w 1972 roku, pierwszy raz publicznie został odtworzony podczas finału Pucharu Ligi.
W marcu 1972 roku hymn Chelsea zajął 5. miejsce na popularnej liście przebojów (UK Singles Chart) i od tego momentu obok hymnu Liverpoolu jest najlepiej rozpoznawalnym hymnem klubowym w Anglii. W pierwotnej wersji hymnu śpiewali go ówcześni piłkarze Chelsea.
Autorzy: D. Boone, R. McQueen

## Sponsorzy i partnerzy
W 2015 roku Chelsea podpisało pięcioletnią umowę sponsorską z japońskim producentem opon – Yokohama o wartości 40 mln GBP rocznie. To druga najbardziej lukratywna umowa w lidze po Manchesterze United. Umowa z Samsungiem z 2010 roku była warta 18 mln GBP rocznie, a pierwotna 10 mln GBP. W 2017 roku CFC zawarło 15 letnią umowę z Nike o wartości 900 mln GBP, poprzednia umowa z Adidasem była warta 300 mln GBP.
Sponsorzy główni:
- Gulf Air (1983-1984)
- Commodore International (1987-1993)
- Coors Brewing Company (1994-1997)
- Autoglass (1997-2001)
- Emirates (2001-2005)
- Samsung (2005-2015)
- Adidas (2006-2017)
- Yokohama Rubber Company (2015-2020)
- Nike (2017-2032)[78][79]

Pozostali sponsorzy:
- Delta Air Lines – linie lotnicze
- EA Sports – gry wideo o tematyce sportowej
- Thomas Cook Sport – podróże
- Viagogo – dystrybucja biletów
- Singha – browar
- Asian Football Confederation – partner ds. rozwoju piłki nożnej w Azji
- Ladbrokes – zakłady bukmacherskie
- Pepsi / Gatorade – napoje
- National Car Rental – wynajem samochodów
- Dolce & Gabbana – garnitury
- Laurent Perrier – szampan
- CDM Partners – telekomunikacja i media
- Sauber F1 Team – reklama na bolidach F1
- Carabao Energy Drink – producent napojów energetycznych
- Gazprom – koncern gazowy z Moskwy, Rosja
- Rexona – dezodoranty i antyperspiranty[80]
- Star Beer – browar[81]